# Эдельман, Жан Фредерик
Жан Фредерик Эдельман (фр. Jean-Frédéric Edelmann, нем. Johann Friedrich Edelmann; 5 мая 1749, Страсбург — 14 июля 1794, Париж) — французский композитор, пианист и государственный деятель.
Получил образование в Страсбурге как музыкант и юрист. В 1774—1789 гг. жил в Париже, концертировал и преподавал (среди его учеников, в частности, Этьенн Николя Меюль). Был дружен с Кристофом Виллибальдом Глюком. Написал оперы «Альпийский пастух» (фр. La Bergère des Alpes; 1781) и «Ариадна на Наксосе» (фр. Ariane dans l'isle de Naxos; 1782), ораторию «Эсфирь» (1781), значительное количество клавирных сонат, концертов, квартетов.
В 1789 г. назначен первым губернатором департамента Нижний Рейн.
Гильотинирован как якобинец.
Уже после смерти Эдельмана у него родился сын, названный в его честь и в дальнейшем эмигрировавший на Кубу, где под именем Хуан Федерико Эдельман стал основоположником кубинской пианистической школы.